# ギャング・オブ・ロンドン
『ギャング・オブ・ロンドン』（原題: Gangs of London）は、2020年からSky Atlanticで放送されているイギリスのテレビドラマシリーズ。ロンドンの裏社会に君臨してきたフィン・ウォレスの死をきっかけに巻き起こる混乱を描く。出演はソープ・ディリス、コルム・ミーニイ、ミシェル・フェアリーなど。イギリスでは2020年4月23日からSky Atlanticで放送された。日本では2020年11月15日からSTARZPLAYで日本語字幕・吹き替え版が放送された。本作はアメリカの放送権を持つAMCが共同製作に加わり、第2シーズンの制作が決まっている。

## あらすじ
20年にわたりロンドンの裏社会に君臨してきたフィン・ウォレスが暗殺された。フィンの親友でナンバー2のエド・ドゥマニは混乱に陥る裏社会の沈静化を図るべく、他のギャング団と会合を開く。しかしフィンの息子ショーンが父親を暗殺した犯人を探すため動き出す。父の跡目を継いだショーンが権力を握ったことで、国境を超えて波紋が広がっていく。

## キャスト

### メイン
エリオット・フィンチ
演 - ソープ・ディリス、声 - 杉村憲司
元刑事。
フィン・ウォレス
演 - コルム・ミーニイ、声 - 小林操
ウォレス家の家長。
マリアン・ウォレス
演 - ミシェル・フェアリー、声 - 唐沢潤
フィンの妻。
ショーン・ウォレス
演 - ジョー・コール、声 - 阪口周平
ウォレス家の次男。
ビリー・ウォレス
演 - ブライアン・ヴァーネル、声 - 斎藤寛仁
ウォレス家の長男。
ジャクリーン・ロビンソン
演 - ヴァリーン・ケイン、声 - 宇田川紫衣那
ウォレス家の長女。
エド・ドゥマニ
演 - ルシアン・ムサマティ、声 - 乃村健次
ドゥマニ家の家長。
アレクサンダー・ドゥマニ
演 - パーパ・エッシードゥ、声 - 佐藤友啓
エド・ドゥマニの息子。
シャノン・ドゥマニ
演 - ピッパ・ベネット＝ワーナー、声 - 宮本茉奈
エド・ドゥマニの娘。
コバ
演 - ワリード・ズエイター、声 - 上田燿司
ジョージア系ギャングのリーダー。
アシフ・アフリディ
演 - アシフ・ラザ・ミール、声 - 拝真之介
パキスタン系麻薬カルテルのドン。
ルアン・ドゥシャジ
演 - オルリ・シュカ、声 - 加藤清司
アルバニア系ギャングのリーダー。
ラーレ
演 - ナルゲス・ラシディ、声 - きそひろこ
武装組織のリーダー。
キニー
演 - マーク・ルイス・ジョーンズ
ジェヴァン・カパディア
演 - レイ・パンサキ
ヴィッキー
演 - ジン・ルージ

## エピソード
| シーズン | シーズン | 話数 | 話数 | 放送期間      | 放送期間      |
| シーズン | シーズン | 話数 | 話数 | 初回放送      | 最終回放送    |
| -------- | -------- | ---- | ---- | ------------- | ------------- |
|          | 1        | 9    | 9    | 2020年4月23日 | 2020年4月23日 |

## 評価

### 批評
本作のシーズン1は批評集積サイトのRotten Tomatoesに24件のレビューがあり、批評家支持率は88%となっている。